# Mandingoa
Mandingoa is een monotypisch geslacht van zangvogels uit de familie prachtvinken (Estrildidae). De enige soort: 
- Mandingoa nitidula  – Groene druppelastrild